# Février 1943
Les événements concernant la Seconde Guerre mondiale sont détaillés dans l'article Février 1943 (Seconde Guerre mondiale).

## Événements
- Une déclaration parlementaire d’Anthony Eden laisse entendre que la Grande-Bretagne serait favorable à une certaine forme d’unité arabe.
- Février - novembre : réoccupation des îles Salomon puis reconquête du Pacifique par les Alliés à partir de novembre.

- 2 février : reddition de la VIe armée allemande de Paulus à la bataille de Stalingrad (débutée en novembre 1942). Cette défaite est la première des Allemands en Europe (si l'on omet la Bataille d'Angleterre en 1941).

- 8 février : Jean-Marie Arthus (15 ans en 1940), Jacques Baudry (18 ans), Pierre Benoît (16 ans), Pierre Grelot (17 ans) et Lucien Legros (16 ans) sont fusillés par la gendarmerie française. On les appellera les cinq martyrs du lycée Buffon.

- 9 février : les Japonais se replient de Guadalcanal. Le général Hideki Tōjō commence à comprendre qu’il peut perdre la guerre. Les Américains disposent désormais d’une base importante pour la protection de l’Australie et la reconquête du Pacifique Nord.

- 10 février : manifeste du peuple algérien qui réclame une constitution et un gouvernement algériens (Ferhat Abbas).

- 14 février (campagne de Tunisie) : violente contre-offensive italo-allemande en Tunisie contre les Alliés. Après quelques victoires, la poussée allemande est contenue à la fin du mois. Entrée des troupes américaines à Bizerte et des troupes britanniques à Tunis.

- 16 février :
  - instauration du STO, Service du travail obligatoire : les hommes nés en 1920, 1921 et 1922 iront travailler en Allemagne;
  - l'armée italienne massacre les 150 hommes du village de Domenikon en Grèce.

- 17 février : libération par Giraud des internés communistes en Afrique du Nord.

- 19 - 25 février : bataille de Kasserine en Tunisie.

- 19 février : Premier strip des aventures de Tintin et Milou Le Trésor de Rackham le Rouge d'Hergé dans le journal belge Le Soir sous l'occupation.

- 26 février : arrivée au camp d’extermination de Birkenau du premier convoi de Tziganes en provenance d’Allemagne.

- 28 février : les Allemands détruisent le quartier du Vieux-Port de Marseille.

## Naissances
- 2 février : Wanda Rutkiewicz, alpiniste polonaise († 12 mai 1992).

- 5 février : Michael Mann, réalisateur, producteur et scénariste américain.

- 6 février : Gayle Hunnicutt, actrice américaine († 31 août 2023).

- 9 février : Joe Pesci, acteur américain.

- 11 février : 
  - Jeannette Gros, éleveuse française, ancienne présidente de la MSA.
  - Serge Lama, chanteur français.

- 13 février : Friedrich Christian Delius, écrivain allemand († 30 mai 2022).

- 14 février : 
  - Shannon Lucid, astronaute américaine.
  - Mohammed Ziane, homme politique et avocat marocain.

- 16 février : Georgina Dufoix, femme politique française, ancien ministre.

- 19 février : 
  - Art Hanger, homme politique.
  - Colin Sharman, homme politique britannique.
  - Lou Christie, chanteur américain de rock († 18 juin 2025).

- 20 février :
  - Carlos, chanteur, acteur et fantaisiste français († 17 janvier 2008).
  - Aleksandr Pavlovich Aleksandrov, cosmonaute russe.
  - Antonio Inoki, personnalité politique japonaise († 1er octobre 2022).

- 22 février : 
  - Otoya Yamaguchi, assassin japonais.
  - Horst Köhler, économiste et homme d'État allemand († 1er février 2025).

- 24 février : Jacques Bompard, homme politique français.

- 25 février : George Harrison, chanteur et guitariste britannique du groupe les Beatles († 29 novembre 2001).

- 26 février : Kazimira Prunskienė, femme politique lituanienne, ancien premier ministre de Lituanie.

## Décès
- 9 février :
  - Albert Hickman (en), premier ministre de Terre-Neuve.
  - Dmitri Kardovski, peintre, illustrateur et décorateur de théâtre russe (° 5 septembre 1866).

- 14 février : Bô Yin Râ (son nom patronymique était Joseph Anton Schneiderfranken), peintre allemand (° 25 novembre 1876).

- 15 février : Victor Prouvé, artiste français (° 1858).

- 22 février : Hans et Sophie Scholl et Christoph Probst, premiers membres de La Rose blanche jugés par le Volksgerichtshof et guillotinés le jour même de leur condamnation à mort dans la prison de Stadelheim près de Munich.

- 28 février : Alexandre Yersin, bactériologiste franco-suisse décédé à Nha Trang.